# Xerochlamys coriacea
Xerochlamys coriacea är en tvåhjärtbladig växtart som beskrevs av Hong-wa. Xerochlamys coriacea ingår i släktet Xerochlamys och familjen Sarcolaenaceae. Inga underarter finns listade i Catalogue of Life.